# 左衛門三郎
左衛門三郎（さえもんさぶろう）は、日本の名字・仮名（けみょう）の一つ。

## 名字としての左衛門三郎
勘解由小路家と並び、漢字の字数が最も多い名字である。
ある武家の三男が左衛門府を守る武官になった記念として故郷に帰ってから、その子供をこの名字にしたのが由来とされ、官職を元にした名前の一つと考えられる。
左衛門尉（さえもんのじょう）とは、日本の律令制下の官職の一つ。左衛門府の判官であり、六位相当の官職であった。左衛門尉の主な任官者は、平安時代には源義経、鎌倉時代には島津忠景、南北朝室町時代には楠木正成らがいる。

## 仮名としての左衛門三郎
明治以前に仮名の左衛門三郎を名乗った著名な人物を以下に挙げる。
- 島津行景
- 島津忠政
- 平頼綱